# Wales
Wales ([vels] či [vejls], velšsky Cymru) je země Spojeného království Velké Británie a Severního Irska s omezenou autonomií, rozprostírající se západně od Anglie na velkém poloostrově na západě ostrova Velké Británie. Wales obývá původem keltský národ Velšanů.
Formální název Knížectví Wales (anglicky Principality of Wales, velšsky Tywysogaeth Cymru) se používá vzácně a termín Velšské knížectví nepatří zvláště mezi obyvateli Pembrokeshiru, Cardiganshiru a Gwyneddu k nejoblíbenějším.

## Název
Český název Wales (s výslovností vels nebo vejls) je v nezměněné podobě převzatý z angličtiny. Anglické jméno pochází z germánského slova Walha, které znamená „cizinec“ nebo „cizí“. Podobné etymologie je i Valašsko (i v Rumunsku), Valonsko či Galie (kelt/Keltoi/Galatai, romanizovaný cizinec). Velšané sami sebe nazývají Cymry, což pravděpodobně ve staré velštině znamená „krajan“. Název se ve velšské literatuře po dlouhou dobu používal společně výrazem s Brythoniaid (Britonové). Odtud pochází i velšské jméno země Cymru a jeho latinizovaná podoba Cambria, podle níž je pojmenován nejstarší prvohorní útvar Kambrium. Stejného původu je i název Cumbria (území a hrabství na severozápadním okraji Anglie). 

## Dějiny

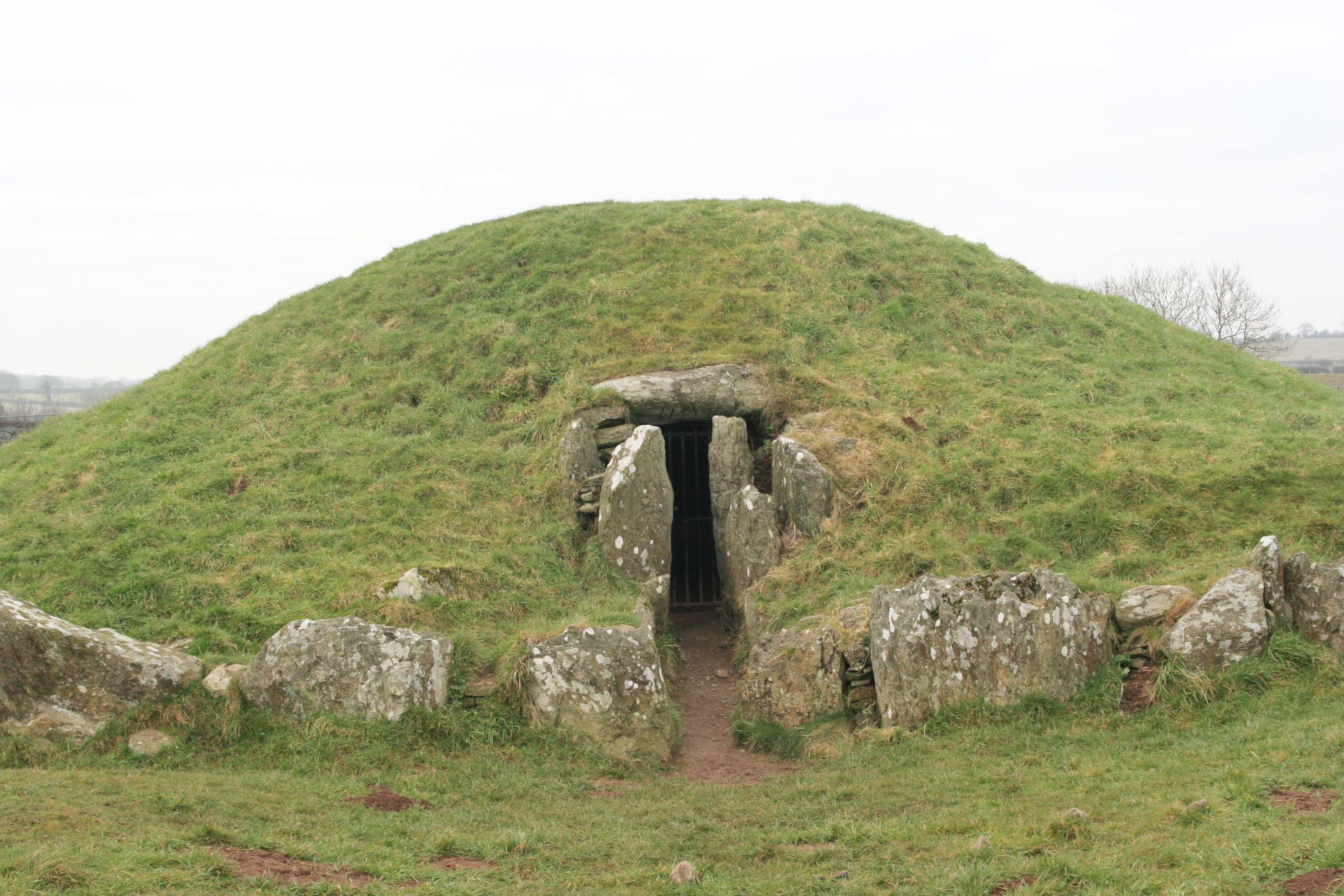
Bryn Celli Ddu je hrobka z pozdního neolitu

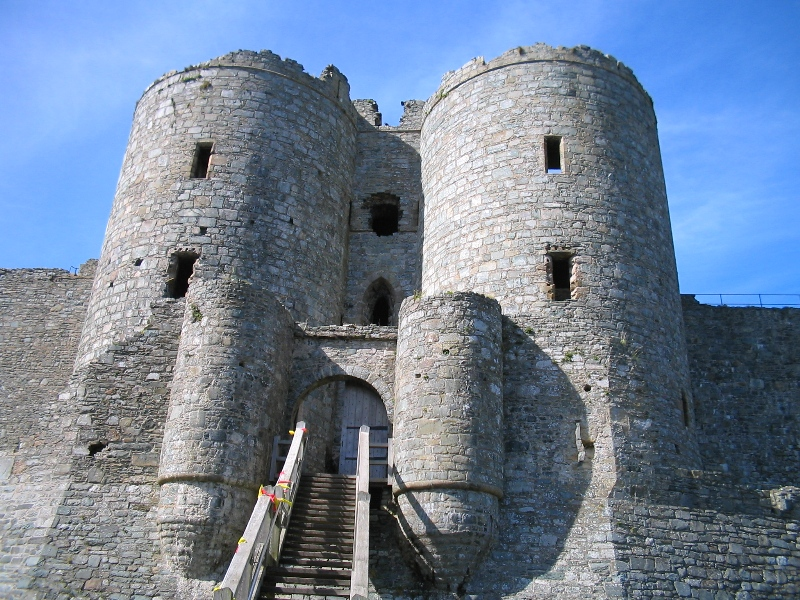
Hrad Harlech je jeden z hradů vybudovaných Eduardem I.

Oblast Walesu je již osídlena minimálně 29 tisíc let, ačkoliv nepřetržité osídlení začíná až po poslední době ledové. Ve Walesu je mnoho památek z období neolitu (především hrobky), ale také z doby bronzové a železné. První psané historické záznamy pocházejí od Římanů, kteří začali dobývat Wales v roce 48. V té době byla oblast současného Walesu rozdělena na mnoho klanových území. Římané vybudovali řetěz pevností napříč jižním Walesem a těžili zlato v Dolaucothi. Založili také legionářskou pevnost Caerleon (latinsky: Isca Silurum), z níž se dochoval nejzachovalejší amfiteátr v celé Británii. Během 4. století přinesli Římané do Walesu křesťanství.
Kolem roku 410 Římané opustili Británii a velkou část nížin ve Walesu ovládly různé germánské kmeny. Na druhou stranu vzniklo mnoho nezávislých velšských států, například Gwynedd, Powys, Dyfed a Seisyllg, Morgannwg a Gwent. Tyto státy přetrvaly především díky vhodným zeměpisným podmínkám (hory, řeky) a vytvořily tak základ toho, co známe jako dnešní Wales. V 7. století budovaly státy na hranicích s Anglií opevněné valy (Wat's Dyke, Offův val). Po zbytcích Offova valu vede dnes stejnojmenná turistická trasa napříč celým poloostrovem z jižního až na severní pobřeží.
Do pohraničních střetů mezi obyvateli Walesu a Anglie se zapojili i vikinští nájezdníci. Velšané uzavřeli s Vikingy dohodu o společném boji proti anglosaské Mercii a dočasně tak zabránili expanzi do Walesu.
Celý středověk je provázen boji s Anglií, tedy s Anglosasy a posléze Normany. Obsadit Wales se podařilo až anglickému králi Eduardovi I. na konci 13. století. Eduard „spoutal“ Wales kruhem královských hradů a zavedl titul kníže Velšský (Prince of Wales), jehož držitelem je dodnes tradičně následník anglického (dnes britského) trůnu (= korunní princ). 
Proti anglické nadvládě se několikrát zvedl odpor, největší povstání vedl v 15. století Owain Glyndŵr, který si uchoval nad Walesem kontrolu po několik let. V roce 1536 byl Wales plně připojen k Anglii, velšská legislativa byla spojena s parlamentem ve Westminsteru.
V 18. století začínala průmyslová revoluce, která Wales hluboce ovlivnila díky zdejším bohatým nalezištím uhlí a blízkosti rušných anglických přístavů (Bristol, Liverpool). Obzvláště jihovýchodní Wales byl v průběhu 19. století silně industrializován a počet obyvatel dramaticky rostl díky migraci. Tyto původně velšsky mluvící oblasti byly postupně poangličtěny.
Po druhé světové válce začal dlouhodobý úpadek těžby uhlí a železářství, které tvořily základ zdejšího průmyslu. Nezaměstnanost a chudnutí země vedlo k nárůstu nespokojenosti s londýnskou vládou. Plaid Cymru (národní velšská strana) získala první křesla v parlamentu a zavedení velšské samosprávy (devolution) se stalo aktuálním politickým tématem. První referendum o domácí samosprávě v roce 1979 bylo neúspěšné, ale ve druhém referendu v roce 1997 voliči vyslovili svůj souhlas. Výsledek referenda vedl k vytvoření Velšského národního shromáždění se sídlem v Cardiffu.

## Geografie

Reliéf Walesu:
Topografie nad 600 ft
Národní parky

Wales se rozkládá na poloostrově na středozápadě Velké Británie. Má rozlohu zhruba 20 800 km² (o něco málo méně než Morava). Od severu k jihu měří asi 275 km a od západu k východu téměř 100 km. Wales hraničí na východě s Anglií a na ostatních třech stranách s mořem: s Bristolským zálivem na jihu, se Svatojiřským průlivem na západě, s Irským mořem na severu. Velšské pobřeží má délku 965 km. Nachází se při něm několik ostrovů, z nichž největší je Anglesey na severozápadě.
Největší koncentrace obyvatelstva a průmyslu se nachází na jižním pobřeží Walesu ve městech Cardiff, Swansea a Newport a jejich okolí. Na severovýchodním okraji při ústí řeky Dee se nachází průmyslová konurbace Deeside (okraj širší aglomerace Liverpoolu) a město Wrexham. Tyto části země jsou velmi hustě zalidněné, zatímco odlehlé oblasti středního Walesu jsou téměř liduprázdné.
Wales je převážně hornatý, zvláště na severu a uprostřed. Hory byly vymodelovány během poslední doby ledové. Nejvyšší polohy ve Walesu se nacházejí ve Snowdonii – nejvyšší hora Snowdon svou výškou 1085 m přesahuje kterýkoli vrch v Anglii. V západním Walesu se rozkládá Kambrické pohoří, na které na jihu navazuje pohoří Brecon Beacons s nejvyšší horou Pen y Fan (886 m).
Zdejší řeky vzhledem k terénu nejsou příliš dlouhé, prakticky všechny zde pramení, díky vlhkému klimatu jsou však poměrně vodné. Mezi nejdelší patří Wye, Usk, Towy, Dee. V centrálním Walesu pramení i Severn, nejdelší řeka Velké Británie (většina toku je na území Anglie).
Moderní hranice Walesu a Anglie jsou hodně umělé a klikaté; byly definovány převážně v 15. století na základě feudálních hranic. S výjimkou potvrzení Monmouthshiru jako části Walesu v roce 1968 nebyly nikdy schváleny v žádném referendu, neurčila je žádná hraniční komise a kopírují Offův val pouze přibližně.
Wales je známý také různými krkolomnými názvy obcí, vyplývajícími ze zvláštností velštiny. Typické jsou nepřehledné shluky souhlásek a též použití w jako samohlásky (vyslovuje se zhruba [ú]), třeba v názvu Cwmbrân. Pověstný je název vesnice Llanfairpwllgwyngyllgogerychwyrndrobwllllantysiliogogogoch, zapsaný i v Guinnessově knize rekordů jako nejdelší jednoslovné toponymum na světě.

## Politika
Ve Walesu, jakožto konstituční části Spojeného království, je hlavou státu britský panovník. Moc výkonná pochází od krále a je uskutečňována prostřednictvím Parlamentu Spojeného království ve Westminsteru. Některé pravomoci jsou delegovány na Národní shromáždění Walesu (National Assembly for Wales) v Cardiffu. Parlament Spojeného království vydává primární zákony, v jejichž rámci Národní shromáždění uskutečňuje sekundární legislativu platnou na území Walesu.
V Britské sněmovně reprezentantů má Wales vyhrazen 40 poslaneckých křesel (z celkového počtu 646). Členem vlády Spojeného království je Státní sekretář pro Wales (Secretary of State for Wales), který je zodpovědný za záležitosti týkající se Walesu.

### Samospráva země
Wales ve svých současných hranicích nikdy netvořil samostatný stát. Nicméně v 11. století získal nad jeho územím, o téměř dnešním rozsahu, kontrolu Gruffydd ap Llywelyn a lze říci, že od roku 1057 až do Gruffuddovy smrti roku 1063, měl Wales jednoho krále, jehož suverenitu uznala i Anglie, což se již nikdy potom neopakovalo a než jej roku 1282 dobyl anglický král Eduard I., opět se rozpadl na řadu malých království. Od roku 1301 tradičně náleží následníkovi anglického a později britského trůnu titul knížete velšského (Prince of Wales – kníže z Walesu, do češtiny často chybně překládán jako „princ z Walesu“). Metropolí Walesu je od roku 1955 Cardiff, třebaže je Caernarfon místem, kde je udělován titul kníže z Walesu, a v Machynllethu sídlil parlament, jenž svolal velšský vůdce Owain Glyndŵr během své revolty počátkem 15. století. Od roku 1999 má Wales po dlouhém období přímé anglické a britské správy (trvající od roku 1536, kdy byl Prvním aktem o unii právně i administrativně spojen s Anglií) opět autonomii. V čele Walesu je od té doby Velšské národní shromáždění (National Assembly for Wales), které má omezené pravomoci.

## Administrativní členění
| Od 1. dubna 1996 ve Walesu existuje jednostupňové administrativní členění na 22 správních oblastí (unitary authorities), které se dále člení pouze na obce a města. Z těchto 22 celků je 9 hrabství (County), 3 města (Cities)*, a 11 městských hrabství (County Boroughs)†. Všechny tyto celky však mají jinak stejný status. V závorkách jsou názvy ve velštině, pokud se liší od anglických: 1. Merthyr Tydfil (Merthyr Tudful) † 2. Caerphilly (Caerffili) † 3. Blaenau Gwent † 4. Torfaen (Tor-faen) † 5. Monmouthshire (Sir Fynwy) 6. Newport (Casnewydd) * 7. Cardiff (Caerdydd) * 8. Vale of Glamorgan (Bro Morgannwg) † 9. Bridgend (Pen-y-bont ar Ogwr) † 10. Rhondda Cynon Taff † 11. Neath Port Talbot (Castell-nedd Port Talbot) † 12. Swansea (Abertawe) * 13. Carmarthenshire (Sir Gaerfyrddin) 14. Ceredigion 15. Powys 16. Wrexham (Wrecsam) † 17. Flintshire (Sir y Fflint) 18. Denbighshire (Sir Ddinbych) 19. Conwy † 20. Gwynedd 21. Isle of Anglesey (Ynys Môn) 22. Pembrokeshire (Sir Benfro) |

## Národní symboly

Vlajka svatého Davida (Baner Dewi Sant)

- Vlajka Walesu se skládá z červené saně prince Cadwaladera a tudorovských barev – bílé a zelené. V roce 1485 byla použita králem Jindřichem VII. v bitvě u Bosworthu a poté byla umístěna v katedrále svatého Pavla v Londýně. Poté byla přidán červený drak, jako symbol velšského původu Tudorovců. Velšskou národní vlajkou byla uznána v roce 1959. Jelikož britská vlajka neobsahuje žádný velšský symbol, vlajka Walesu se stala velice populární.
- Drak, který je součástí národní vlajky, je sám o sobě oblíbeným národním symbolem. Ačkoliv nejstarší doklady o použití tohoto symbolu pochází z 9. století (Historia Brittonum), podle populární legendy byl drak již na standartě krále Artuše.
- Pórek je také národním symbolem Walesu. Podle legendy poručil svatý David svým velšským vojákům v jedné z bitev konající se v pórkovém poli, aby si na helmy připevnili tuto zeleninu. Pórek potom sloužil jako rozpoznávací znamení vojáků bojujících za stejnou stranu. Je zobrazen na reverzu britských jednolibrových mincí ve verzi z let 1985 a 1990.
- Narcis je národní květinou Walesu. Na den svatého Davida (1. března) se připevňuje na oděv.
- Vlajka svatého Davida se občas používá místo národní vlajky a vyvěšuje se na den svatého Davida.
- Královský znak Walesu používá kníže velšský jako svůj osobní znak.